# Taneekarn Dangda
Taneekarn Dangda, née le 15 décembre 1992, est une joueuse thaïlandaise de football évoluant au poste d'attaquante. Elle joue en faveur du Bangkok F.C. et avec l'équipe nationale thaïlandaise.

## Biographie
Dangda participe avec l'équipe de Thaïlande à la Coupe du monde 2015 qui se déroule au Canada.
Elle se classe ensuite quatrième de la Coupe d'Asie 2018.
Par la suite, elle fait partie des 23 joueuses retenues afin de participer à la Coupe du monde 2019 organisée en France.